# مشاريع الحكومة الإلكترونية الأوروبية
مشاريع الحكومة الإلكترونية الأوروبية هي أفضل ممارسات التواصل بين الحكومات المحلية. واستنادًا إلى «الإستراتيجية الوطنية للحكومة الإلكترونية المحلية، تقدم المشروعات الوطنية الاثنتان والعشرون منتجات وخدمات حصلت على موافقة المجالس، وتتسم بفعالية التكلفة والمعيارية، وتنفيذ خرائط طريق لبناء خدمات إلكترونية فعالة مصممة خصيصًا لمواطنيها، وتلبي الاحتياجات الفريدة من نوعها لكل مجلس.»
ويتألف مجمع المعرفة  الخاص بها في أغلبه من طرق لتمكين الديمقراطية التشاركية باستخدام الديمقراطية الإلكترونية واستخدام المزيد من تكنولوجيا المعلومات للاستماع إلى الناخبين.
وركزت الحكومة الإلكترونية على دليل منتجات الحكومة الإلكترونية المحلية بالمملكة المتحدة  نسخة محفوظة 7 أبريل 2005 على موقع واي باك مشين. بحيث «يمكن المستخدمين من الوصول إلى المئات من منتجات المشروع الوطني وتنزيلها» «للمساعدة في فئات معينة من النواتج ذات الأولوية أو فئات مراجعة الكفاءة». ومن بين أكثر «منتجاتها» شهرة:
- إعادة تصميم شبكة الإنترانت
- وسم نمذجة العملية التجارية
- مناهج تكامل النظام